# Bertrana striolata
Espèce
Synonymes
- Bertrana hieroglyphica Petrunkevitch, 1925
- Diotherisoma strandi Caporiacco, 1947

Bertrana striolata est une espèce d'araignées aranéomorphes de la famille des Araneidae.

## Distribution
Cette espèce se rencontre du Costa Rica à l'Argentine.

## Description
Les mâles mesurent de 2,2 à 2,6 mm et les femelles de 2,4 à 3,8 mm.

## Publication originale
- Keyserling, 1884 : Neue Spinnen aus America. V. Verhandlungen der kaiserlich-königlichen zoologisch-botanischen Gesellschaft in Wien, vol. 33, p. 649-684 (texte intégral).